# Holmger Ragvaldsson (Puke)
Holmger Ragvaldsson (Puke) eller Holmger Puke, död efter 1345, var en svensk riddare.

## Biografi
Holmger Ragvaldsson (Puke) var son Ragvald Puke och Katarina Karlsdotter (Lejonbalk). Han nämns första gången 1321 och var 1336 riddare, troligen vid kung Magnus Erikssons kröning 21 juli samma år. Holmger Ragvaldsson avled efter 1345.

### Egendom
Holmger Ragvaldsson ägde gods i Göstrings härad, Lysings härad och Valkebo härad i Östergötland.